# Ricardo Rosselló
Ricardo Antonio Rosselló Nevares (San Juan, 7 de marzo de 1979) es un profesor universitario y político puertorriqueño, quien fue el 12.° gobernador de Puerto Rico desde el 2 de enero de 2017 hasta su renuncia (Después de que los manifestantes en la mayor protesta de la isla en la historia reciente pidieron su dimisión por un escándalo que involucró charlas privadas filtradas, así como investigaciones de corrupción y arrestos) el 2 de agosto de 2019. Es hijo del exgobernador de Puerto Rico Pedro Rosselló, el primer hijo de un exgobernante electo a ese mismo puesto. Como exgobernador, Rosselló fue elegido presidente del Consejo de Gobiernos Estatales (CSG). Durante su mandato, también fue galardonado como el formulador de políticas educativas del año y reconocido por sus destacados logros en salud pública. En 2021, Rosselló regresó a la política activa al recibir 53,823 votos por escrito como miembro de la delegación congresional alterna (shadow delegation), convirtiéndose en el primer político puertorriqueño en ser nominado directamente para este cargo. Rosselló estudió ingeniería química, ingeniería biomédica y economía en el Instituto Tecnológico de Massachusetts (MIT). Obtuvo su maestría y doctorado de la Universidad de Míchigan y realizó estudios posdoctorales en neurociencia y neurobiología en la Universidad de Duke. En 2024, Rosselló publicó "The Reformer’s Dilemma", un libro sobre su experiencia política y los desafíos con las reformas. El libro fue finalista en el American Book Fest. Actualmente, Rosselló se desempeña como Director de Visión (Chief Vision Officer) para The Regenerative Medicine Institute, un instituto y clínica de investigación en longevidad y células madre.

## Juventud y educación
Es hijo del doctor y exgobernador de Puerto Rico Pedro Rosselló y de Irma Margarita Nevares de Rosselló. Cursó estudios primarios en el Colegio Marista de Guaynabo y durante sus años de escuela superior fue atleta, tres veces campeón en tenis junior y el primer puertorriqueño en  cualificar a las Olimpiadas Internacionales de Matemáticas. Obtuvo un bachillerato del Instituto Tecnológico de Masachusets (MIT) en ingeniería química. Además, obtuvo un doctorado en ingeniería biomédica por la Universidad de Míchigan. Como investigador universitario, se centró en el estudio de células madres.
Tras graduarse, trabajó como investigador en la Universidad de Duke. Su trabajo en el área de células madres ha recibido numerosos premios. Sus trabajos se han publicado en varias revistas profesionales, como por ejemplo el Communicative & Integrative Biology Journal y Proceedings of the National Academy of Science.
Rosselló obtuvo su bachiller en ciencias del Instituto Tecnológico de Massachusetts (MIT) en 2001 en ingeniería biomédica y economía. Como investigador universitario en el MIT, Rosselló se centró en la investigación de células madre adultas. Completó sus estudios posdoctorales en el departamento de Neurobiología de la Universidad de Duke, donde diseñó y probó un novedoso mecanismo universal para la inducción de células madre que puede ser útil para la regeneración de tejidos, terapias traslacionales y modelado de enfermedades in vitro. Durante sus años de escuela superior, fue seleccionado para competir en las Olimpiadas Internacionales de Matemáticas.

## Carrera política

### Inicios yBoricua ¡Ahora Es!
Se involucró activamente en la política de Puerto Rico durante 2008. En ese año, su padre Pedro Rosselló no resultó vencedor en una primaria para la gobernación frente al eventual gobernador Luis Fortuño. Participó activamente en la campaña de su padre. Como demócrata, fue líder de la campaña de Hillary Clinton en la primaria de 2008. Tuvo un papel activo en la campaña de sacar el votante a votar e incluso formó parte de varios anuncios de campaña en radio y televisión.
En 2012, fundó Boricua ¡Ahora Es!, un grupo de acción política que aboga por un cambio en el estatus político de Puerto Rico. El grupo utilizó una campaña educacional de campo en la que sugirió que el envolvimiento internacional era necesario para que el gobierno de Estados Unidos tomara acción sobre el asunto. Boricua ¡Ahora Es! activamente participó y realizó campaña durante el plebiscito sobre el estatus político llevado a cabo en Puerto Rico en 2012.

### Candidatura a la gobernación y «Plan para Puerto Rico»
Desde 2012, fue mencionado como un potencial candidato a la gobernación de Puerto Rico en las elecciones de 2016. Para 2013, comenzó a organizar a un grupo de colaboradores en aras de confeccionar lo que llamó un «Plan para Puerto Rico». Este plan serviría como un marco para manejar los asuntos económicos y políticos de Puerto Rico y, al construirse años antes de una candidatura, representaría una agenda política más completa y realista.
Durante 2014, utilizó su plataforma y poder de convocatoria política para organizar diversas actividades de protesta en contra de las políticas implantadas por el gobernador Alejandro García Padilla. Algunos de estos eventos incluyeron marchas en contra de la imposición de un impuesto sobre el valor añadido (IVA).
El 19 de septiembre de 2015, confirmó sus intenciones de aspirar a la gobernación de Puerto Rico en las elecciones de 2016, y, el día después, llevó a cabo un evento con 20 000 personas en el Coliseo Roberto Clemente en San Juan, Puerto Rico. Durante esa actividad, endosó a Jenniffer González como su candidata a la comisaría residente de Puerto Rico.
Rosselló describió que tenía la intención de aplicar un enfoque científico a la gobernanza. Como parte de esto, viajó a otros países y estados de EE. UU. para estudiar cómo abordaban diversos problemas de gobierno, como Finlandia, Estonia y Florida.

## Gobernador de Puerto Rico
Véase también: Anexo:Gabinete de Ricardo Rosselló
El 5 de junio de 2016 derrotó en primarias al comisionado residente del Estado Libre Asociado Pedro Pierluisi para así convertirse en el presidente del PNP y candidato oficial a la gobernación por este partido. Ganó la elección para la gobernación de Puerto Rico el 8 de noviembre del 2016 y juramentó como el Duodécimo Gobernador de Puerto Rico el 2 de enero de 2017.

### «Telegramgate»
En julio de 2019 se filtró una conversación privada de Telegram donde Rosselló y excolaboradores habrían hecho comentarios homofóbicos personales hacia Ricky Martin, y otros comentarios groseros hacia sus adversarios políticos, generando una polémica conocida como el «Telegramgate». La filtración generó masivas protestas en Puerto Rico, donde se exigía su salida de la gobernación, en las que el cantante Ricky Martin tomó liderazgo junto a Residente y Bad Bunny, para exigir la renuncia del gobernador Rosselló. Finalmente, el 25 de julio de 2019, Rosselló confirmó su renuncia para el viernes 2 de agosto de 2019 a las 5:00 p. m. (GMT-4).
El chat fue posteriormente encontrado como "no original, editado y manipulado" por un fiscal independiente. No obstante, la filtración llevó a protestas generalizadas a través de Puerto Rico, con manifestantes pidiendo la renuncia de Rosselló. El 17 de julio de 2019, se estimó que 500,000 personas participaron en protestas en el Viejo San Juan. Inicialmente, Rosselló declaró su intención de completar su término como gobernador, pero posteriormente anunció que renunciaría, lo cual hizo el 2 de agosto de 2019. En 2020, un fiscal independiente encontró que el chat era "no original, editado y manipulado", concluyendo que no había "corrupción o crimen o intención de corrupción o crimen".

## Carrera temprana
En su carrera científica, Rosselló es cofundador de Beijing Prosperous Biopharm, una empresa de investigación médica en Beijing, China. Trabajó en diversas investigaciones para el desarrollo de fármacos y fundó una empresa llamada Auctoritas Lab en los Estados Unidos. En su participación política temprana, fue delegado de Hillary Clinton en la convención de nominación de 2008 y delegado de Obama en la convención de 2012.
Rosselló se desempeñó como comentarista político, escribiendo columnas para El Vocero sobre temas de política, ciencia, salud y economía. Además, apareció como analista invitado regular en varios programas de radio de debate político. Publicó un libro que describía los logros de la administración de su padre (1993–2001). Todas las copias de la edición limitada se agotaron en un día. Para difundir el mensaje, permitió que el material fuera de dominio público y lo publicó en el sitio web La Obra de Rosselló para que todos pudieran leerlo. El movimiento Boricua ¡Ahora Es!, que fundó, incluyó una campaña educativa de base.

## Campaña a la Gobernación de 2016
Durante su campaña a la gobernación en 2016, Rosselló describió que tenía la intención de aplicar un enfoque científico a la gobernanza. Como parte de esto, viajó a otros países y estados de EE. UU. para estudiar cómo abordaban diversos problemas en la gobernanza, como Finlandia, Estonia y Florida. Su mitin de campaña en el Coliseo Roberto Clemente en San Juan superó el récord de asistencia anterior que ostentaba Ricky Martin. Hizo de la estadidad para Puerto Rico el tema central de su campaña, y veía la estadidad como la clave para la recuperación económica. 

## Gobernador de Puerto Rico (2017-2019)
En el ámbito de las políticas internas, al ser electo, Rosselló fue la segunda persona más joven en convertirse en Gobernador de Puerto Rico. En su primer día como gobernador, Rosselló firmó seis órdenes ejecutivas. Su primera orden ejecutiva fue la OE-2017-001, decretando un estado de emergencia fiscal. La segunda orden fue la OE-2017-002, que crea la Oficina Central de Recuperación, Reconstrucción y Resiliencia (COF, por sus siglas en inglés) con la intención de obtener, maximizar y supervisar más fondos federales. La Orden Ejecutiva OE-2017-003 tuvo como objetivo agilizar los permisos para proyectos de infraestructura que apoyen los servicios al ciudadano y el desarrollo económico. La cuarta orden ejecutiva, OE-2017-004, creó un grupo interagencial de proyectos críticos para la infraestructura. La quinta orden ejecutiva, OE-2017-005, ordenó la implementación del método de presupuesto base cero para la preparación del presupuesto del año fiscal 2017–2018. La última orden ejecutiva que Rosselló firmó en su primer día fue la OE-2017-006; esta decretó una política pública dentro del Gobierno de Puerto Rico que garantiza la igualdad de remuneración y trabajo para las empleadas.  Rosselló también firmó la Ley de Reforma de Permisos (Ley 19-2017) para agilizar el proceso de permisos, promoviendo la inversión empresarial y la creación de empleos en Puerto Rico; la ley consolida múltiples permisos en un Permiso Único e introduce el Sistema Unificado de Información para solicitudes en línea.  Creó el Departamento de Seguridad Pública de Puerto Rico. En julio de 2017, Rosselló firmó un proyecto de ley que promulga regulaciones y legaliza el uso de marihuana para fines medicinales, destacando que este movimiento involucró el proceso legislativo.
Rosselló manifestó su intención de reducir el tamaño del gobierno, mediante la reducción de la financiación a diversas partes de la burocracia, lo cual logro reduciendo en un 20%. Rossello además propuso propuso y trabajo un plan para consolidar los municipios y crear condados 

## Historial electoral
| Año  | Cargo      | Tipo      | Partido | Partido | Votos   | %     | Posición | Resultado |
| ---- | ---------- | --------- | ------- | ------- | ------- | ----- | -------- | --------- |
| 2016 | Gobernador | Primarias |         | PNP     | 239,202 | 51.14 | 1.º      | Electo    |
| 2016 | Gobernador | Generales |         | PNP     | 660,510 | 41.80 | 1.º      | Electo    |